# Philharmostes adami
Philharmostes adami är en skalbaggsart som beskrevs av Renaud Maurice Adrien Paulian 1968. Philharmostes adami ingår i släktet Philharmostes och familjen Hybosoridae. Inga underarter finns listade i Catalogue of Life.